# Tomasz Sikora (kierowca)
Tomasz Sikora – polski kierowca wyścigowy i rajdowy, prawnik.

## Biografia

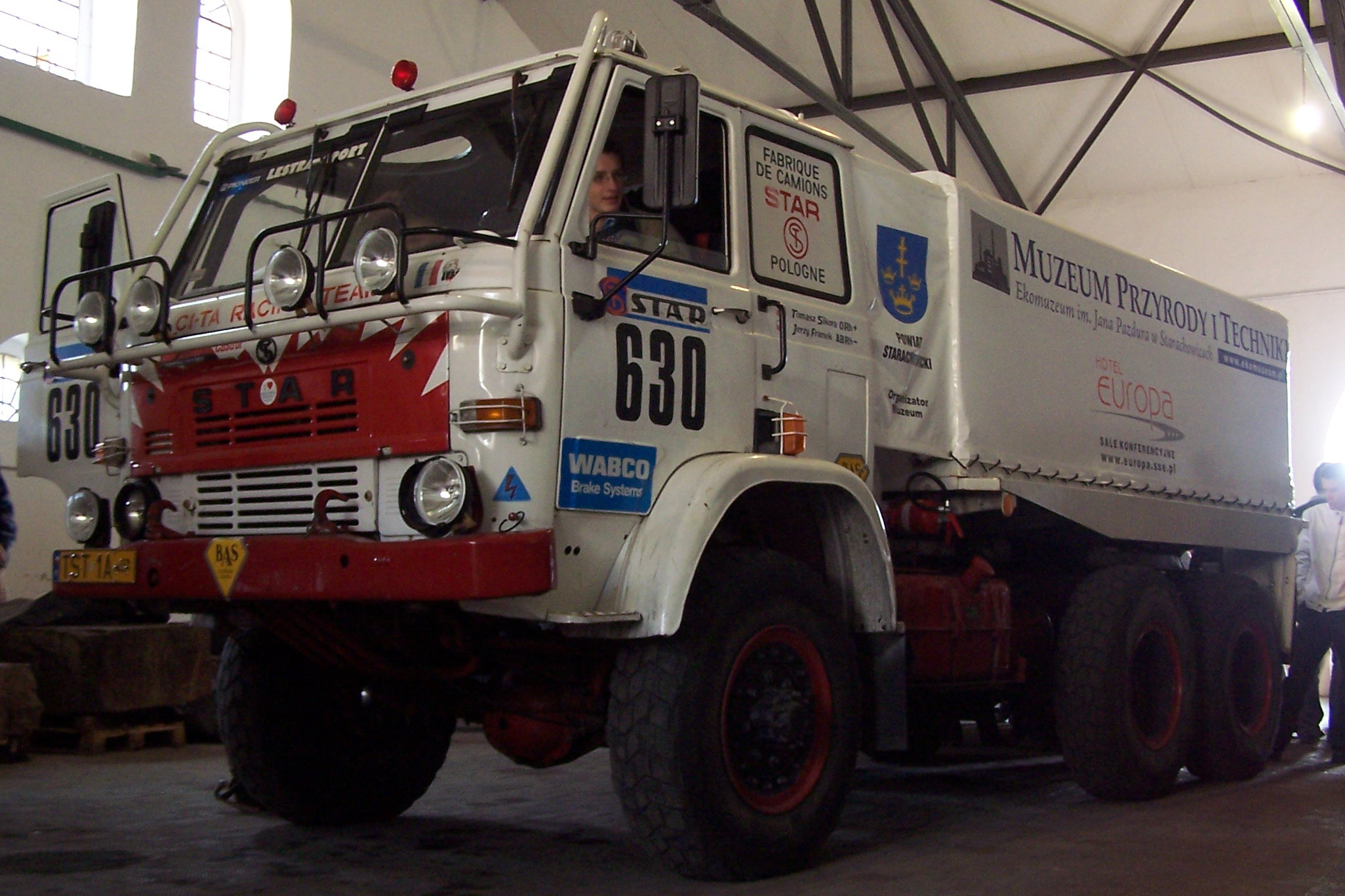
Star 266, którym Sikora uczestniczył w Rajdzie Paryż-Dakar 1988

W WSMP zadebiutował Polskim Fiatem 126p w 1977 roku. Rok później zadebiutował w Formule Polonia. W 1980 roku zdobył pierwsze podium w tej serii, kończąc na drugim miejscu zawody Toruń I. W sezonie 1983 rozpoczął ściganie się Promotem II. Rok później zajął w klasyfikacji ogólnej Formuły Polonia trzecie miejsce, natomiast w sezonie 1985 był drugi. Również w 1985 roku zadebiutował w Formule Easter oraz Pucharze Pokoju i Przyjaźni. Od 1986 roku rywalizował Promotem III. Jednocześnie w 1987 roku został, wraz z Jerzym Mazurem, fabrycznym kierowcą Stara. W wyścigu samochodów ciężarowych zadebiutował podczas rundy Mistrzostw Europy na Hungaroringu, zajmując jedenaste miejsce. W 1988 roku wraz z pilotem Jerzym Frankiem wystartował w Rajdzie Paryż-Dakar. Sikora oraz Mazur jako pierwsi Polacy w historii ukończyli wówczas te zawody. W 1989 roku Sikora zadebiutował w Formule Mondial. W swoim pierwszym sezonie w tej klasie zajął trzecie miejsce w klasyfikacji. W 1992 roku ścigał się Estonią 25. Następnie zakończył karierę.
Z zawodu jest radcą prawnym. Prowadzi własną kancelarię w Busku-Zdroju.

## Wyniki
| Legenda oznaczeń w tabelach wyników Wyświetl szablon na nowej stronie | Legenda oznaczeń w tabelach wyników Wyświetl szablon na nowej stronie                                                                     |
| Oznaczenie                                                            | Wyjaśnienie |
| --------------------------------------------------------------------- | --- |
| Złoty                                                                 | Zwycięzca lub mistrzostwo |
| Srebrny                                                               | 2. miejsce lub wicemistrzostwo |
| Brązowy                                                               | 3. miejsce lub II wicemistrzostwo |
| Zielony                                                               | Ukończył, punktował (w klasyfikacji generalnej, gdy zdobył co najmniej jeden punkt na przestrzeni sezonu, poza trzema powyższymi opcjami) |
| Niebieski                                                             | Ukończył, nie punktował (w klasyfikacji generalnej, gdy nie zdobył co najmniej jednego punktu na przestrzeni sezonu)                      |
| Czerwony                                                              | Nie zakwalifikował się (NZ) |
| Czerwony                                                              | Nie prekwalifikował się (NPK) |
| Różowy                                                                | Nie ukończył (NU) |
| Różowy                                                                | Niesklasyfikowany (NS) (w klasyfikacji generalnej, gdy nie został sklasyfikowany w żadnym wyścigu sezonu)                                 |
| Czarny                                                                | Zdyskwalifikowany (DK) |
| Czarny                                                                | Wykluczony (WYK/EX) |
| Biały                                                                 | Nie wystartował (NW) |
| Biały                                                                 | Kontuzjowany (K/INJ) |
| Biały                                                                 | Wyścig odwołany (OD/C) |
| Bez koloru                                                            | Został wycofany (WYC/WD) |
| Bez koloru                                                            | Nie przybył (NP/DNA) |
| Bez koloru                                                            | Nie brał udziału w treningach (NT/DNP) |
| Bez koloru                                                            | Nie został zgłoszony (–) |
| Pogrubienie                                                           | Start z pole position |
| Kursywa                                                               | Najszybsze okrążenie wyścigu |
| †                                                                     | Nie ukończył, ale jego rezultat został zaliczony ze względu na przejechanie więcej niż 90% dystansu wyścigu.                              |
| *                                                                     | Sezon w trakcie |
| 1/2/3                                                                 | Punktowana pozycja w sprincie kwalifikacyjnym                                                                                             |
| Lista systemów punktacji Formuły 1                                    | |

### Puchar Pokoju i Przyjaźni
| Rok  | Samochód   | Silnik      | Wyniki w poszczególnych eliminacjach | Wyniki w poszczególnych eliminacjach | Wyniki w poszczególnych eliminacjach | Wyniki w poszczególnych eliminacjach | Wyniki w poszczególnych eliminacjach | Wyniki w poszczególnych eliminacjach | Wyniki w poszczególnych eliminacjach | Pkt. | Msc. |
| ---- | ---------- | ----------- | ------------------------------------ | ------------------------------------ | ------------------------------------ | ------------------------------------ | ------------------------------------ | ------------------------------------ | ------------------------------------ | ---- | ---- |
| 1985 |            |             | Czechosłowacja                       | Polska                               |                                      |                                      |                                      |                                      |                                      | 29   | 36   |
| 1985 | Promot II  | Polski Fiat | -                                    | 16                                   | -                                    | -                                    | -                                    |                                      |                                      | 29   | 36   |
| 1986 |            |             | Polska                               | Czechosłowacja                       |                                      |                                      |                                      |                                      |                                      | 59   | 22   |
| 1986 | Promot III | Łada        | -                                    | -                                    | NU                                   | 17                                   | 14                                   | -                                    | -                                    | 59   | 22   |
| 1987 |            |             | Polska                               |                                      |                                      |                                      |                                      |                                      |                                      | 24   | 41   |
| 1987 | Promot III | Łada        | -                                    | 21                                   | -                                    | -                                    |                                      |                                      |                                      | 24   | 41   |
| 1989 |            |             | Polska                               |                                      |                                      |                                      |                                      |                                      |                                      | 34   | 24   |
| 1989 | Promot III | Łada        | -                                    | 11                                   | NU                                   | 13                                   |                                      |                                      |                                      | 34   | 24   |
| 1990 |            |             | Polska                               | Czechosłowacja                       |                                      |                                      |                                      |                                      |                                      | 0    | NS   |
| 1990 | Promot III | Łada        | NU                                   | -                                    | -                                    | -                                    |                                      |                                      |                                      | 0    | NS   |

### Polska Formuła Mondial
| Rok  | Zespół                 | Samochód   | Silnik | Wyniki w poszczególnych eliminacjach | Wyniki w poszczególnych eliminacjach | Wyniki w poszczególnych eliminacjach | Wyniki w poszczególnych eliminacjach | Wyniki w poszczególnych eliminacjach | Wyniki w poszczególnych eliminacjach | Pkt. | Msc. |
| ---- | ---------------------- | ---------- | ------ | ------------------------------------ | ------------------------------------ | ------------------------------------ | ------------------------------------ | ------------------------------------ | ------------------------------------ | ---- | ---- |
| 1989 |                        |            |        | Polska                               | Polska                               | Polska                               | Polska                               | Polska                               |                                      | 54   | 3    |
| 1989 | Automobilklub Kielecki | Promot III | Łada   | 8                                    | -                                    | 3                                    | 6                                    | 7                                    |                                      | 54   | 3    |
| 1990 |                        |            |        | Polska                               | Polska                               | Polska                               | Polska                               | Polska                               | Polska                               | 17   | 13   |
| 1990 | Automobilklub Kielecki | Promot III | Łada   | -                                    | NU                                   | NU                                   | NU                                   | -                                    | -                                    | 17   | 13   |
| 1991 |                        |            |        | Polska                               | Polska                               | Polska                               | Polska                               | Polska                               | Polska                               | 56   | 5    |
| 1991 | Automobilklub Kielecki | Promot III | Łada   | 6                                    | 9                                    | 13                                   | 9                                    | 9                                    | 16                                   | 56   | 5    |
| 1992 |                        |            |        | Polska                               | Polska                               | Polska                               | Polska                               | Polska                               | Polska                               | 0    | NS   |
| 1992 |                        | Estonia 25 |        | -                                    | NU                                   | NU                                   | -                                    | -                                    | -                                    | 0    | NS   |

### Polska Formuła Easter
| Rok  | Zespół                 | Samochód   | Silnik | Wyniki w poszczególnych eliminacjach | Wyniki w poszczególnych eliminacjach | Wyniki w poszczególnych eliminacjach | Wyniki w poszczególnych eliminacjach | Wyniki w poszczególnych eliminacjach | Pkt. | Msc. |
| ---- | ---------------------- | ---------- | ------ | ------------------------------------ | ------------------------------------ | ------------------------------------ | ------------------------------------ | ------------------------------------ | ---- | ---- |
| 1985 |                        |            |        | Polska                               | Polska                               | Polska                               | Polska                               | Polska                               | 70   | 21   |
| 1985 | Automobilklub Kielecki | Promot II  | Łada   | 7                                    | -                                    | 13                                   | -                                    | -                                    | 70   | 21   |
| 1986 |                        |            |        | Polska                               | Polska                               | Polska                               | Polska                               | Polska                               | 146  | 8    |
| 1986 | Automobilklub Kielecki | Promot III | Łada   | 4                                    | 9                                    | 9                                    | -                                    | 12                                   | 146  | 8    |
| 1987 |                        |            |        | Polska                               | Polska                               | Polska                               | Polska                               | Polska                               | 35   | 32   |
| 1987 | Automobilklub Kielecki | Promot III | Łada   | NU                                   | -                                    | 10                                   | NS                                   | NU                                   | 35   | 32   |
| 1988 |                        |            |        | Polska                               | Polska                               | Polska                               | Polska                               | Polska                               | 152  | 5    |
| 1988 | Automobilklub Kielecki | Promot III | Łada   | 5                                    | 11                                   | 8                                    | 4                                    | NU                                   | 152  | 5    |

### Formuła Polonia
| Rok  | Zespół                      | Samochód         | Silnik      | Wyniki w poszczególnych eliminacjach | Wyniki w poszczególnych eliminacjach | Wyniki w poszczególnych eliminacjach | Wyniki w poszczególnych eliminacjach | Wyniki w poszczególnych eliminacjach | Wyniki w poszczególnych eliminacjach | Pkt. | Msc. |
| ---- | --------------------------- | ---------------- | ----------- | ------------------------------------ | ------------------------------------ | ------------------------------------ | ------------------------------------ | ------------------------------------ | ------------------------------------ | ---- | ---- |
| 1978 |                             |                  |             |                                      |                                      |                                      |                                      |                                      |                                      | ?    | ?    |
| 1978 | Automobilklub Kielecki      | Promot Polonia I | Polski Fiat | ?                                    | ?                                    | ?                                    | ?                                    | 9                                    |                                      | ?    | ?    |
| 1979 |                             |                  |             |                                      |                                      |                                      |                                      |                                      |                                      | ?    | ?    |
| 1979 | Automobilklub Kielecki      | Promot Polonia I | Polski Fiat | ?                                    | 8                                    | ?                                    | ?                                    | 6                                    |                                      | ?    | ?    |
| 1980 |                             |                  |             | Polska                               | Polska                               | Polska                               | Polska                               | Polska                               | Polska                               | 162  | 5    |
| 1980 | Automobilklub Kielecki      | Promot Polonia I | Polski Fiat | 2                                    | 3                                    | NU                                   | 11                                   | 10                                   | 7                                    | 162  | 5    |
| 1981 |                             |                  |             | Polska                               | Polska                               | Polska                               | Polska                               | Polska                               |                                      | 71   | 13   |
| 1981 | Automobilklub Kielecki      | Promot Polonia I | Polski Fiat | -                                    | 8                                    | -                                    | NU                                   | 11                                   |                                      | 71   | 13   |
| 1982 |                             |                  |             | Polska                               | Polska                               | Polska                               | Polska                               |                                      |                                      | 115  | 7    |
| 1982 | Automobilklub Kielecki      | Promot Polonia I | Polski Fiat | -                                    | 7                                    | 10                                   | 4                                    |                                      |                                      | 115  | 7    |
| 1983 |                             |                  |             | Polska                               | Polska                               | Polska                               | Polska                               | Polska                               |                                      | 152  | 7    |
| 1983 | Automobilklub Świętokrzyski | Promot II        | Polski Fiat | 2                                    | 12                                   | -                                    | 4                                    | 13                                   |                                      | 152  | 7    |
| 1984 |                             |                  |             | Polska                               | Polska                               | Polska                               | Polska                               | Polska                               |                                      | 165  | 3    |
| 1984 | Automobilklub Świętokrzyski | Promot II        | Polski Fiat | 5                                    | 6                                    | 2                                    | 5                                    | -                                    |                                      | 165  | 3    |
| 1985 |                             |                  |             | Polska                               | Polska                               | Polska                               | Polska                               | Polska                               |                                      | 175  | 2    |
| 1985 | Automobilklub Kielecki      | Promot II        | Polski Fiat | 2                                    | -                                    | 3                                    | 2                                    | 5                                    | -                                    | 175  | 2    |